# Trigonella gracilis
Trigonella gracilis är en ärtväxtart som beskrevs av George Bentham. Trigonella gracilis ingår i släktet trigonellor, och familjen ärtväxter. Inga underarter finns listade i Catalogue of Life.